# Z. Marcas
Ne doit pas être confondu avec Antoine Marcas.
Z. Marcas est une courte nouvelle d’Honoré de Balzac, parue en 1840.
Publiée en feuilleton dans la Revue parisienne en 1840, puis reprise en volume, sous le titre La Mort d’un ambitieux, en octobre 1841 aux éditions Dessessart, la nouvelle figure sous son premier titre en 1846 dans les Scènes de la vie politique de l’édition Furne de La Comédie humaine.

## Résumé
L’histoire est racontée par Charles Rabourdin, fils de Xavier Rabourdin, l’employé des Employés ou la Femme supérieure, voisin de Marcas dans un immeuble lamentable au moment de ses études. Charles a fait de son mieux pour alléger la misère de Marcas, lui fournissant notamment du linge qu’il tient d’une de ses conquêtes. Il a une vision très sombre de l’état social et politique de la France, vision qui s’accorde en tout point avec le destin malheureux de Marcas.
Zéphirin Marcas, natif de Vitré, d’origine modeste et d’intelligence remarquable, met toute son énergie à passer son doctorat en droit, puis à s’essayer au journalisme avant de tenter sa chance en politique. Logé dans une mansarde, vêtu de haillons, ses jeunes voisins d’immeuble le surnomment « les ruines de Palmyre ».
Dans cette société du temps de Louis-Philippe, la misère est un obstacle insurmontable. Après s’être épuisé en travaux d’écriture pour gagner son pain, après avoir cherché l’appui d’un ancien ministre, que Zéphirin a aidé et qui lui fait miroiter monts et merveilles, Marcas est rejeté dès qu’on n’a plus besoin de lui. Il tombe dans la déchéance la plus horrible et meurt. Son corps est jeté dans la fosse commune du cimetière du Montparnasse.

## Analyse
« Cette romantique histoire, Balzac la conte dans un style violent, coloré de la manière la plus sombre, de telle sorte que son éloquence confine à la poésie. L’œuvre présente un intérêt particulier en ce sens qu’elle amorce le jugement que le grand romancier portera sur la société contemporaine, considérant avec un pessimisme absolu la nouvelle société politique née de la révolution de Juillet. »
Pessimisme qui devient encore plus noir et plus violent dans Les Paysans où l’auteur de La Comédie humaine semble désespérer de l’humanité en général, exception faite de quelques « grands hommes », souvent incorruptibles, désintéressés, mais forcément pauvres et rejetés par les autres : le père Niseron, ancien jacobin et l’abbé Brossette, totalement dévoué à ses ouailles qui le méprisent.
Le « Z » accolé au nom du héros aurait déjà quelque chose de fatal : « Ne voyez-vous pas dans la construction du Z une allure contrariée ? ne figure-t-elle pas le zigzag aléatoire et fantasque d’une vie tourmentée ? Quel vent a soufflé sur cette lettre qui, dans chaque langue où elle est admise, commande à peine à cinquante mots? » Ainsi que le fait observer Roland Barthes, à propos de Sarrasine, « Z est la lettre de la mutilation ».